# San Raimundo
San Raimundo (auch San Raymundo und San Raimundo (de) Las Casillas) ist eine rund 9000 Einwohner zählende Kleinstadt in Guatemala und Verwaltungssitz des gleichnamigen Municipios im Departamento Guatemala. Der Ort liegt 34 Kilometer nördlich von Guatemala-Stadt auf 1570 m Höhe.
Das 114 km² große Municipio erstreckt sich im nördlichen Bergland des Departamentos Guatemala bis zum Río Motagua, der die Grenze zum benachbarten Baja Verapaz bildet. Es hat insgesamt rund 27.000 Einwohner, bei welchen es sich überwiegend um Cakchiquel handelt. Ein Großteil der Menschen lebt in ländlichen Siedlungen und Dörfern, darunter La Ciénaga, Concepción el Ciprés, Llano de la Virgen, Pocomá, El Ciprés, El Carrizal, Estancia Vieja, Vuelta Grande, Estancia de la Virgen und El Zarzal.
Angrenzende Municipios sind Chuarrancho im Nordosten, Chinautla im Südosten, Mixco und San Pedro Sacatepéquez im Süden sowie San Juan Sacatepéquez im Südwesten und Westen. Im Norden grenzt San Raimundo an das Municipio Granados (Baja Verapaz).